# Axel Kühn (Bobfahrer)
Axel Kühn (* 22. Juni 1967 in Erfurt) ist ein ehemaliger deutscher Bobfahrer. Er gewann 1992 eine olympische Silbermedaille und wurde 1991 Weltmeister. Für diese sportlichen Erfolge erhielt er das Silberne Lorbeerblatt.
Axel Kühn begann im Viererbob von Volker Dietrich, mit dem er bei der Europameisterschaft 1988 in Sarajevo den zweiten Platz belegte, die anderen beiden im Bob waren René Hannemann und Torsten Körner. Bei der Bob-Weltmeisterschaft 1991 in Cervinia saß Kühn im Bob von Wolfgang Hoppe. In der Besetzung Hoppe, Bogdan Musiol, Kühn und Christoph Langen gewann dieser Bob den Titel. Bei den Olympischen Spielen 1992 in Albertville steuerte Wolfgang Hoppe den Bob mit Bogdan Musiol, Axel Kühn und René Hannemann auf den zweiten Platz hinter dem Österreicher Ingo Appelt. Für diese Leistung wurde die Mannschaft 1993 mit dem Silbernen Lorbeerblatt belohnt 1993 gewannen Hoppe, Musiol, Kühn und Hannemann den Titel bei der Deutschen Meisterschaft für den WSV Oberhof 05. Im Jahr darauf verteidigte Hoppe den Titel mit der Besatzung Ulf Hielscher, Axel Kühn und Carsten Embach. Bei den Olympischen Spielen 1994 fuhr René Hannemann statt Axel Kühn in Hoppes Viererbob.